# Nachos

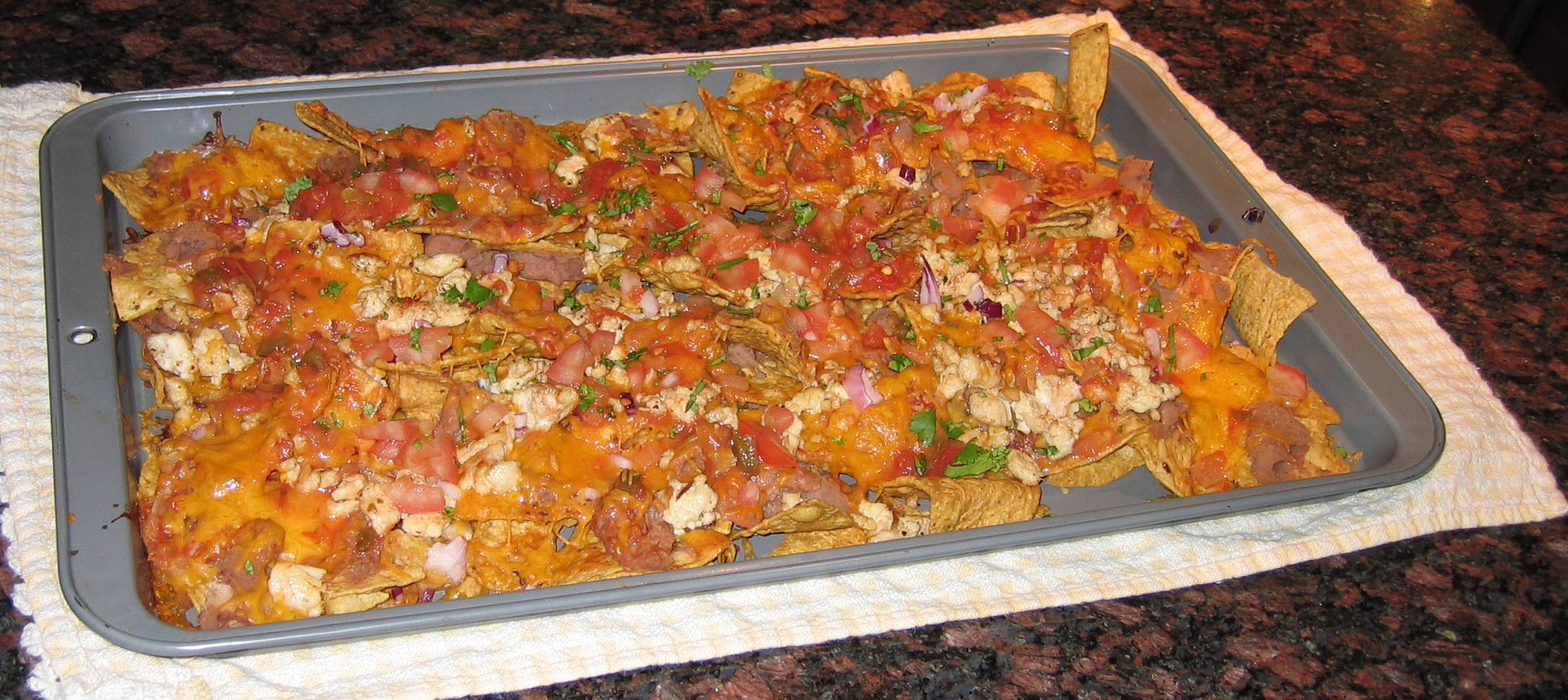
Nachos.

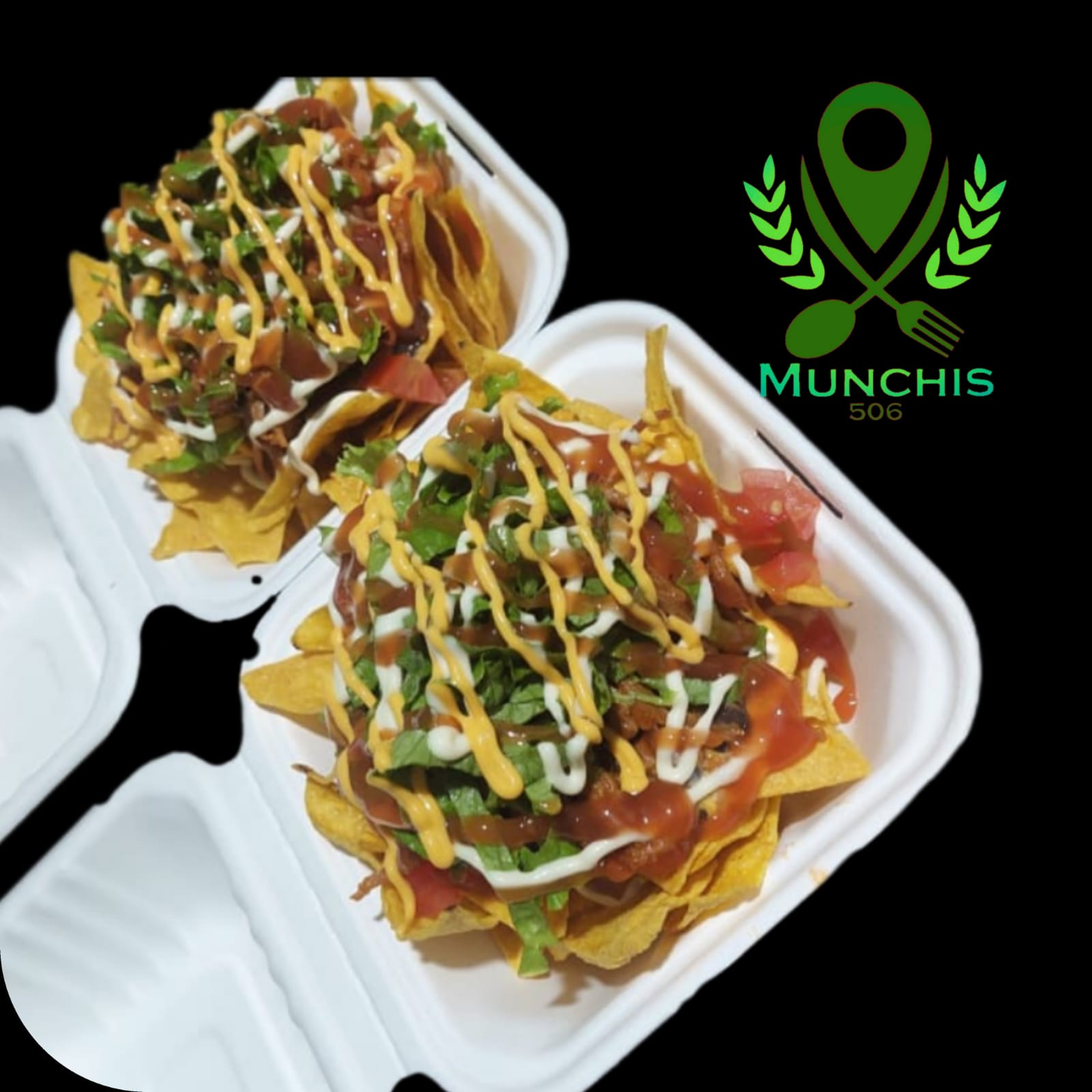
2 Nachos artesanales de carne mechada.

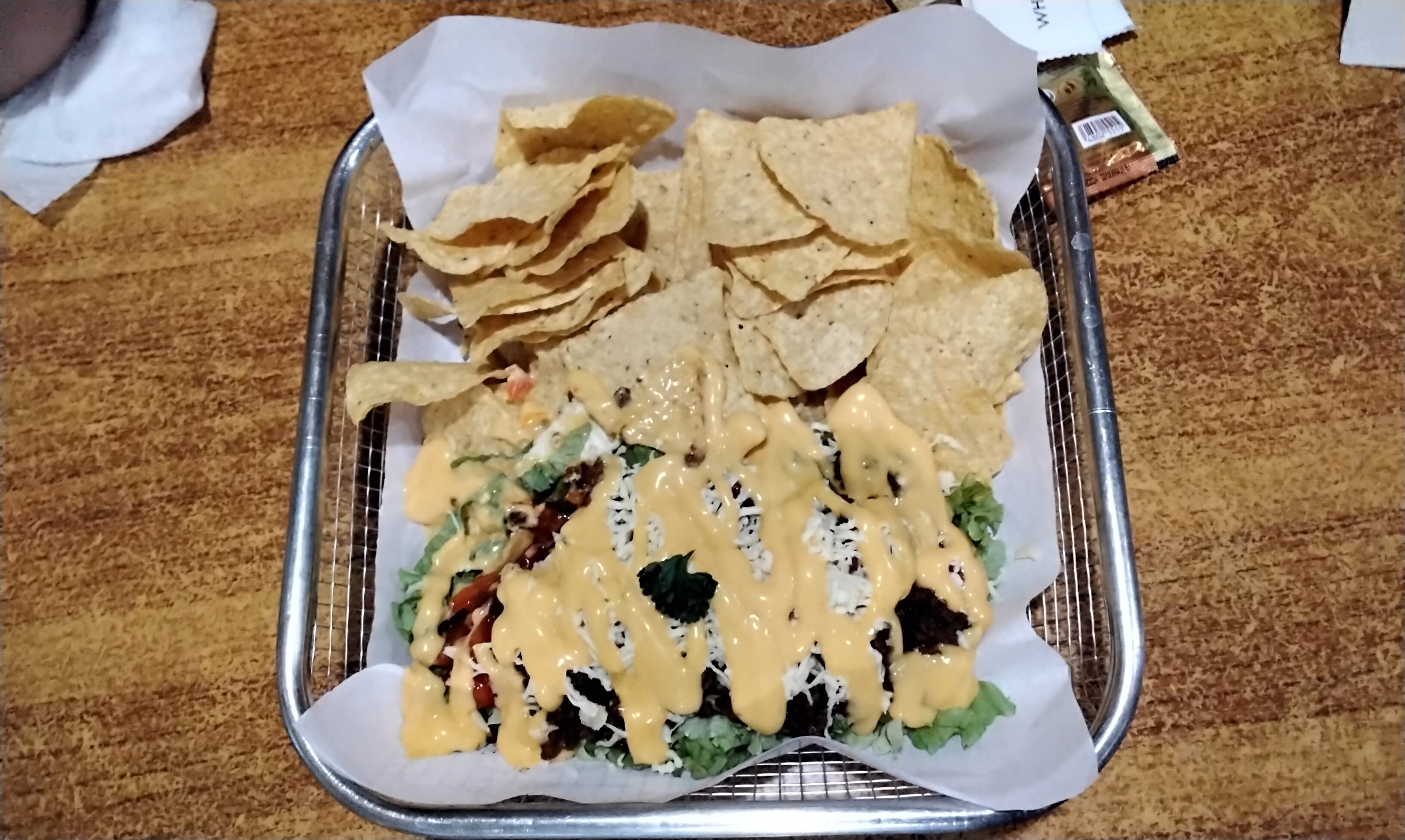
Nachos en las Filipinas en The Beanery.

Los nachos son un platillo de origen mexicano, que consiste en freír trozos de tortilla de maíz cubiertos con un queso especial llamado «queso para nachos».

## Origen e historia

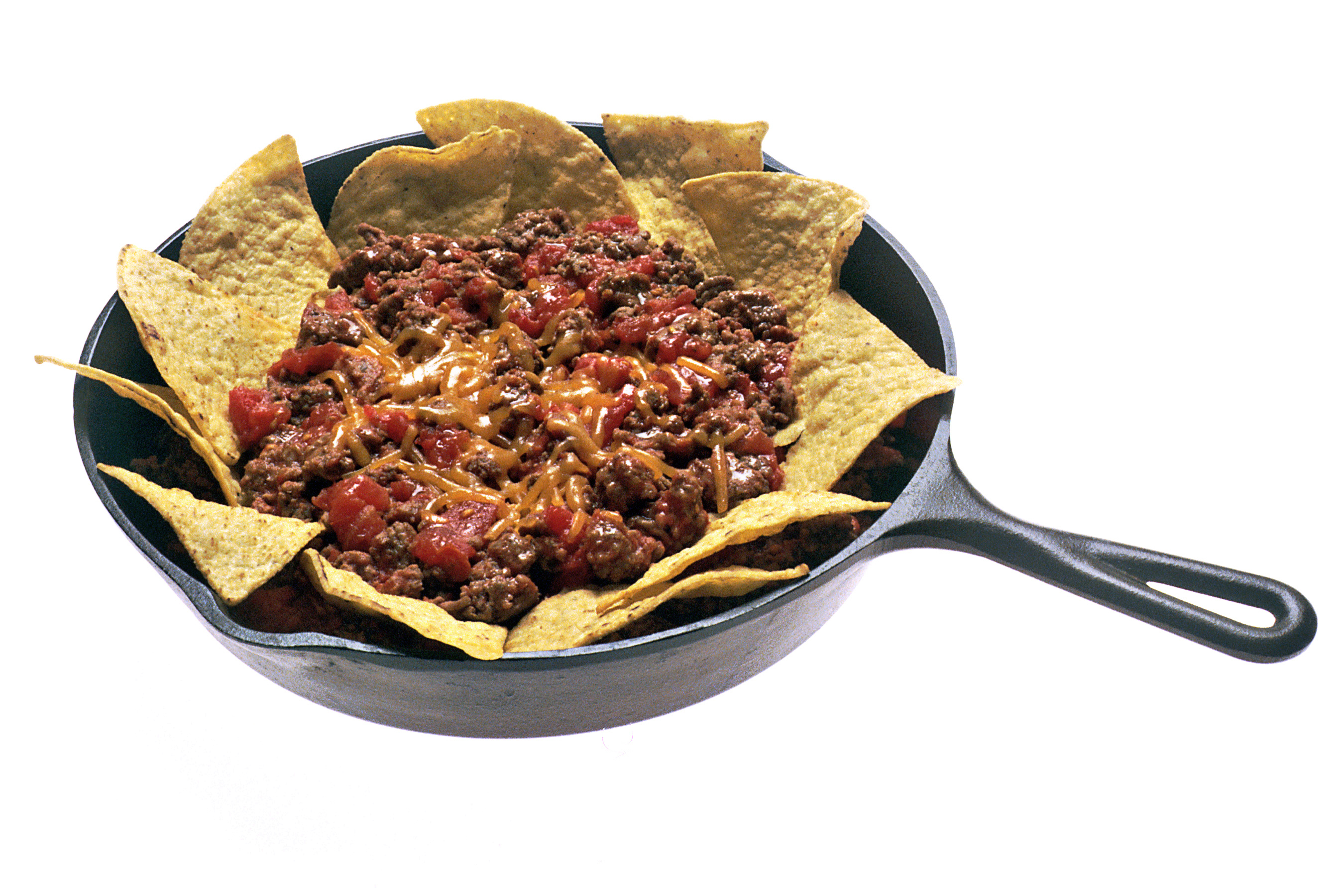
Personalización de nachos a gusto.

La historia cuenta que en 1943, en la ciudad de Piedras Negras, Coahuila, México, en un pequeño restaurante llamado El Moderno, llegaron varias esposas de militares estadounidenses después de haber cerrado el restaurante, entonces el cocinero Ignacio Anaya (Nacho Anaya) les preparó ingeniosamente un platillo de comida con lo poco que ella tenía disponible: totopos, queso, y elote. La historia de su origen varía en esta ciudad, pero se sabe que una de las personas en la mesa aquel día preguntó al mesero «¿Cómo se llama?», refiriéndose al platillo. El mesero respondió con su apodo. La preparación culinaria fue incrementando su fama, y simplemente le pusieron el nombre de «nacho». Cuando la gente quería el platillo, solo decía «Quiero unos nachos».
Debido a que son fáciles de elaborar y se pueden personalizar a gusto, los nachos se volvieron populares en gran parte del mundo, particularmente en los Estados Unidos.

## Ingredientes

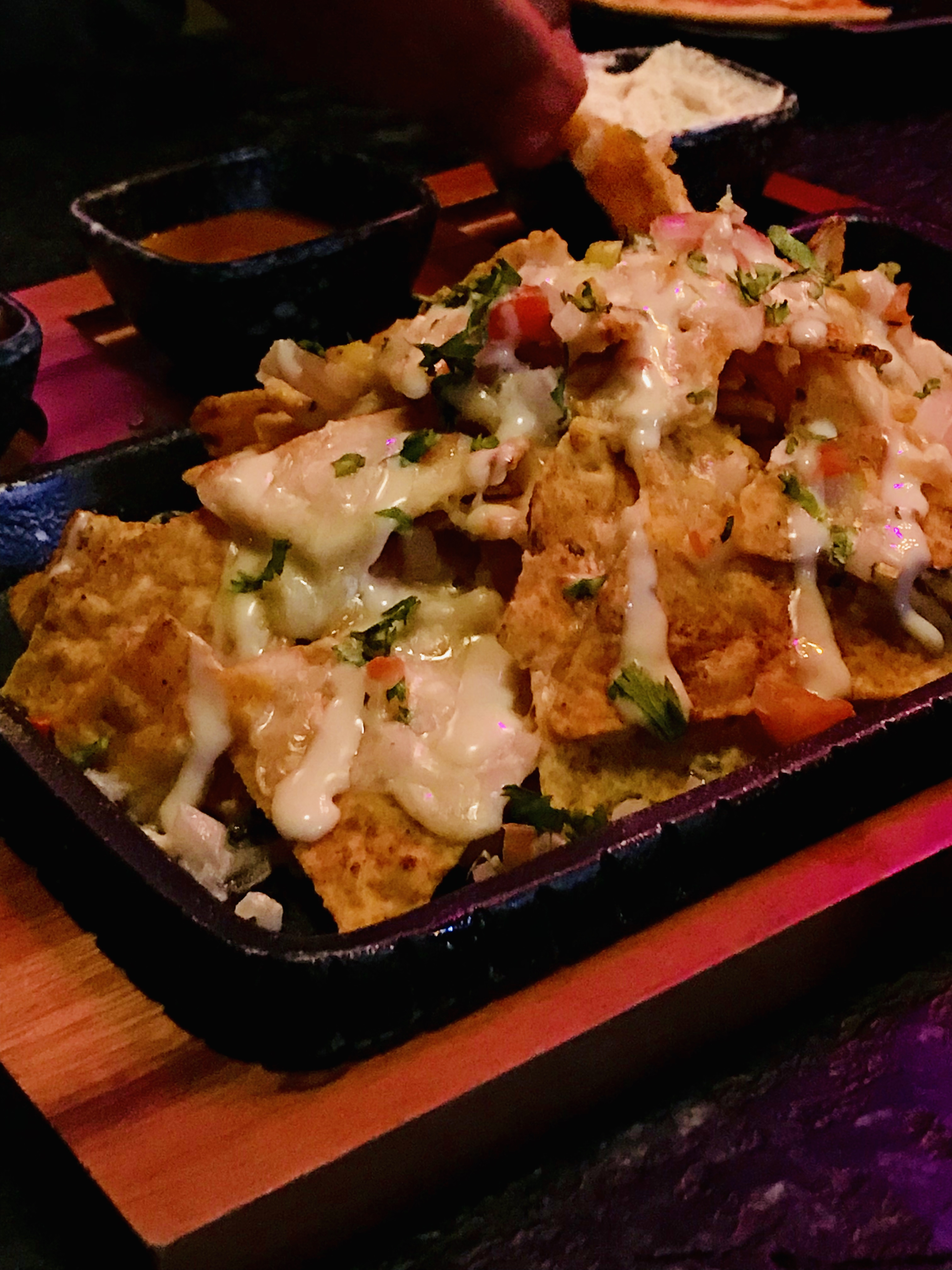
Nachos con queso.

Los ingredientes básicos del platillo son:
- Tortilla de maíz
- Queso
- Jocoque
- Chiles jalapeños

Se pueden igualmente producir todo tipo de combinaciones, utilizando ingredientes como:
- Queso: Aunque se suele usar queso amarillo fundido, también se puede usar de cualquier otro tipo;
- Frijoles refritos;
- Maíz;
- Mayonesa;
- Crema;
- Guacamole;
- Chiles o salsa;
- Carne asada o molida;
- Chorizo;

entre otras cosas.

## Información nutricional
El desglose nutricional y el recuento total de calorías para una porción de nachos generalmente depende del tipo de nacho, tipo de queso y coberturas adicionales (como carne de res, jalapeños, etc.) que se incluyen en la porción. La mayoría de los chips de tortilla de maíz típicos contienen aproximadamente 15 calorías por unidad. Un chip de tortilla de maíz horneado tiene aproximadamente 6 calorías, lo que lo convierte en una opción alternativa más saludable al chip frito habitual. El queso cheddar de estilo mexicano contiene alrededor de 110 calorías por onza. Agregar una fuente adicional de proteínas, como carne de pollo o de res, aumenta el recuento de calorías en aproximadamente 100 calorías más o menos. Con todo, una sola porción de nachos puede contener de 300 a 600 calorías totales. 
Una sola porción de nachos también contiene cantidades significativas de grasa, sodio y calcio. Hay alrededor de 16 gramos de grasa, 816 mg de sodio y 272 mg de calcio por porción de nachos. En otras palabras, una porción contiene el 39 % del valor diario de grasa, el 34 % del valor diario de sodio y el 27 % del valor diario de calcio.